# النبك أبو قصر
النبك أبو قصر هو مركز تابع لمحافظة طبرجل في منطقة الجوف في المملكة العربية السعودية.

## الموقع
يقع المركز جنوب شرق مدينة طبرجل، وغرب مركز أبو عجرم التابع لمحافظة دومة الجندل.ويبلغ عدد السكان اكثر من 15000 نسمة.

## القرى التابعة للمركز
يتبع للمركز عدة قرى هي:
- قرية شيبة، وتقع إلى الغرب من النبك أبو قصر.
- قرية الجراوى، وتقع إلى الجنوب الشرقي.
- قرية شغار، وتقع إلى الجنوب الشرقي.

## تاريخ
مرت بها الرحالة الإنجليزية آن بلانت عام 1295 هـ، بمذكراتها المصورة. وهي أحد أهم المراكز التابعة لطبرجل، وبها حالياً كثير من الخدمات التعليمية، وسفلتت البلدية عددا من طرقها الداخلية، وهي مزودة بالهاتف والكهرباء وفيها مركز للإمارة ومحطة بث تلفزيوني، وكثير من الخدمات.
أبو قصر من أقدم هجر الاستيطان التي استوطنها بدو قبيلة الشرارات استجابة لنداء الملك المؤسس أن تستوطن كل قبيلة في مراعيها وديارها وترك حياة التنقل، وقد دعمت الدولة أيدها الله سكان النبك كغيرهم بالقروض الزراعية وبناء المدارس وتوفير كافة الخدمات.